# USNS Mary Sears (T-AGS-65)
|  | Per a altres significats, vegeu «Mary Sears (oceanògrafa)». |

USNS Mary Sears (T-AGS 65) és un vaixell de recerca oceanogràfic de la classe Pathfinder. És el sisè vaixell de la seva classe. El Mary Sears porta aquest nom en honor de la Comandant Mary Sears de la Reserva Naval dels Estats Units, considerada una de les pioneres de l'oceanografia.
El vaixell té sonar, detecció de metalls submarins i capacitats d'imatgeria via satèl·lit.
A mitjans de gener de 2007, el Mary Sears va anar a Sulawesi, per ajudar en la recerca dels desapareguts del vol 574 d'Adam Air. El 24 de gener de 2007, l'Ambaixada dels Estats Units a Jakarta va informar que el Mary Sears havia detectat senyals de tipus pinger, a una profunditat de 1.700 metres (5.600 peus) en la mateixa freqüència que l'aeronau perduda, amb la qual cosa es creu que l'avió havia caigut en aquella zona. A més, el Mary Sears també havia detectat "abundants restes escampades en una àmplia zona".